# As aventuras de Jodelle
As Aventuras de Jodelle (originalmente publicado como Les Aventures de Jodelle) é uma história em quadrinhos francesa de 1966 desenhada por Guy Peellaert e escrita por Pierre Bartier. Foi primeiramente publicada na revista francesa Hara Kiri e depois em capa dura pelo lendário editor francês Eric Losfeld, na França, e um ano depois foi traduzido para o inglês pela Grove Press. Os desenhos foram todos baseados na Pop Art, com figuras e cores psicodélicas. Jodelle é uma espiã vivendo em um Império Romano futurista trabalhando para uma versão satírica do Imperador Augusto, infiltrando-se no palácio de uma Rainha (relatada como Proconsuless) em busca de seu diário. A maioria dos personagens representam famosos do passado ou daquela época; a própria Jodelle é baseada na cantora Sylvie Vartan, enquanto há representações dos Beatles, Papa Paulo VI, James Bond e Marquês de Sade, além da arquitetura do Museu Solomon Robert Guggenheim.
Essa obra é relacionada à revolução sexual e à emancipação das mulheres nos anos 60, inicializada com a obra de Jean-Claude Forest, Barbarella.
Em 2012, Les Aventures de Jodelle e Pravda, ambos trabalhos de Peellaert, foram relançados pela editora Fantagraphics Books nos Estados Unidos.